# À 20 ans
À 20 ans är Amel Bents andra album, som släpptes 2007.

## Låtar
1. Nouveaue francais
2. J'ai changé d'avis
3. A 20 ans (Duett med Diam's)
4. Chanson pour papa
5. Compliquée
6. Tu n'es pas là
7. Croyez en moi (Feat. Panaché)
8. Comme tous les soirs
9. Désolée
10. Si tu m'entends
11. Scandale
12. Je reste seule

Bonusspår (på limited edition-versionen):
1. Je voulais juste que tu m'aimes
2. Tu n'es plus là